# Xã Bangor, Quận Van Buren, Michigan
Xã Bangor (tiếng Anh: Bangor Township) là một xã thuộc quận Van Buren, tiểu bang Michigan, Hoa Kỳ. Năm 2010, dân số của xã này là 2.147 người.